# David Macey
David Macey est un historien et traducteur britannique né le 5 octobre 1949 à Sunderland et décédé le 7 octobre 2011. Il est connu pour ses biographies, notamment celle de Michel Foucault, aujourd'hui considéré comme la biographie de référence, ou, en 2000, celle de Frantz Fanon. Fin connaisseur de la pensée critique française et de la French Theory, Macey a consacré l'essentiel de sa carrière à la vie intellectuelle française.  
« Selon Macey, l'attitude de M. Foucault qui, pendant la plupart de sa vie n'aimait pas parler de lui-même, a changé vers la fin, où il a commencé à parler d'esthétique de l'existence et du fait que la vie et le travail finissent pas s'enchevêtrer ». 
Il a également traduit les travaux d'Alain Touraine, d'Abdelmalek Sayad (La Santé des immigrés), de Jean Laplanche (sur la psychanalyse), de Farhad Khosrokhavar (sur les martyrs d'Allah) et d'Yves Lacoste.